# 戸井昌造
戸井 昌造（とい しょうぞう、1923年（大正12年）4月16日 - 2000年（平成12年）4月17日）は、日本の画家、民俗研究家、作家。兵庫県生まれ。早稲田大学政治経済学部中退。息子は作家の戸井十月。

## 略歴
早稲田高等学院在学中に学徒出陣で中国に赴任。敗戦により捕虜となった後に復員し、早稲田大学に復学するが中退。1946年に共産党に入党し、1950年に脱党。
人形劇団プークでの民主主義的文化活動などを経て画家となる。それと並行して日本の民俗史や民衆史などを研究。特に秩父事件の研究では第一人者とされている。
人形劇団プークのリーダーだった、川尻東次・川尻泰司兄弟の妹・錦子と結婚。
2000年4月17日、胃がんにより死去。77歳没。同19日、東京都新宿区の観音寺にて「戸井昌造を送る宴」が行われた。

## 作品
- 『秩父 自然と生活 戸井昌造画文集』二月社, 1975
- 『秩父事件を歩く 困民党の風土と人』新人物往来社, 1978.10 
  - 『秩父困民軍の人と闘い 秩父事件を歩く第二部』新人物往来社, 1980.11
  - 『秩父困民軍の戦いと最期 秩父事件を歩く第三部』新人物往来社, 1982.11
- 『お祭りものしりガイド 全国400余の例にみる祭りの本質と楽しみ方』 (交通公社のガイドシリーズ)日本交通公社出版事業局, 1984.4
- 『戦争案内 ぼくは20歳だった』晶文社, 1986.7 のち平凡社ライブラリー
- 『沖縄絵本』晶文社, 1989.7 のち平凡社ライブラリー